# Giovanni Antonio Giannettini
Giovanni Antonio Giannettini (ook Gianettini, Zanettini, Zannettini), ( Fano, 1648 - München, 14 juli 1721) was een componist, organist en zanger. 

## Biografie
Over het  muzikale leven van Giannettini is bijna niets bekend maar in 1662 was hij in Venetië, waar hij waarschijnlijk studeerde onder leiding van Enno Sebastian. Op 14 januari 1674 werd hij aangenomen als zanger in het koor van de kapel van de Basiliek van San Marco. Vervolgens werd hij op 5 december 1676 benoemd tot organist aan de basiliek van de heiligen Johannes en Paulus met een salaris van 40 dukaten per jaar, een functie die hij bekleedde tot 1679. Gedurende deze tijd studeerde hij compositie bij Carlo Grossi en waarschijnlijk ook bij Giovanni Legrenzi. Op 25 januari 1677 was Giannettini ook organist in de San Marco, naast de positie van zanger. 
Vanaf 1676 was Gianettini ook actief als componist. Hij schreef in deze periode tien werken voor Venetië en Milaan en veel kerkmuziek. Op 1 mei 1686 kreeg hij een positie aangeboden als kapelmeester aan het hof van Frans II, hertog van Modena. Zijn vergoeding bedroeg 396 lire per maand (een aanzienlijk bedrag voor die tijd). Met het uitbreken van de Spaanse Successieoorlog in 1702 moest hij samen met hertog Rinaldo, de opvolger van Frans II, naar Bologna vluchten.  Na de oorlog, in 1707, keerde hij terug naar Modena, waar hij zijn werk als kapelmeester voortzette, maar niet meer met het hoge salaris van enkele jaren daarvoor. 
In mei besloot hij Maria Catharina, de dochter van de hertog in München, de stad waar hij actief was als zanger bij het Beierse hof, te begeleiden. Hij stierf kort daarna. 
Giannettini was een van de meest getalenteerde componisten van zijn tijd.  Tijdens zijn leven werd hij zeer gewaardeerd als componist van opera's, zowel in Italië als in Duitsland. Zijn meest succesvolle werk was Medea in Athene. Zijn gewijde muziek was aanzienlijk minder populair en is buiten de stadsgrenzen van Modena vrijwel onbekend gebleven.
- Bibliothèque nationale de France: cb15618741j (data)
- Gemeinsame Normdatei: 100534651
- International Standard Name Identifier: 0000 0000 6146 5347
- Library of Congress Control Number: no2001064754
- MusicBrainz: ff67d376-021a-4383-8f0b-b2332d3df87c
- Nationale Bibliotheek van Tsjechië: mzk2015856927
- Nationale Bibliotheek van Israël: 987007282973505171
- Nederlandse Thesaurus van Auteursnamen: 237764466
- Istituto Centrale per il Catalogo Unico: MUSV030092
- Système universitaire de documentation: 16077246X
- Virtual International Authority File: 27391411
- WorldCat: E39PBJqqy9j89K68mpPPBBYHG3